# Nhà Gothic (Puławy)

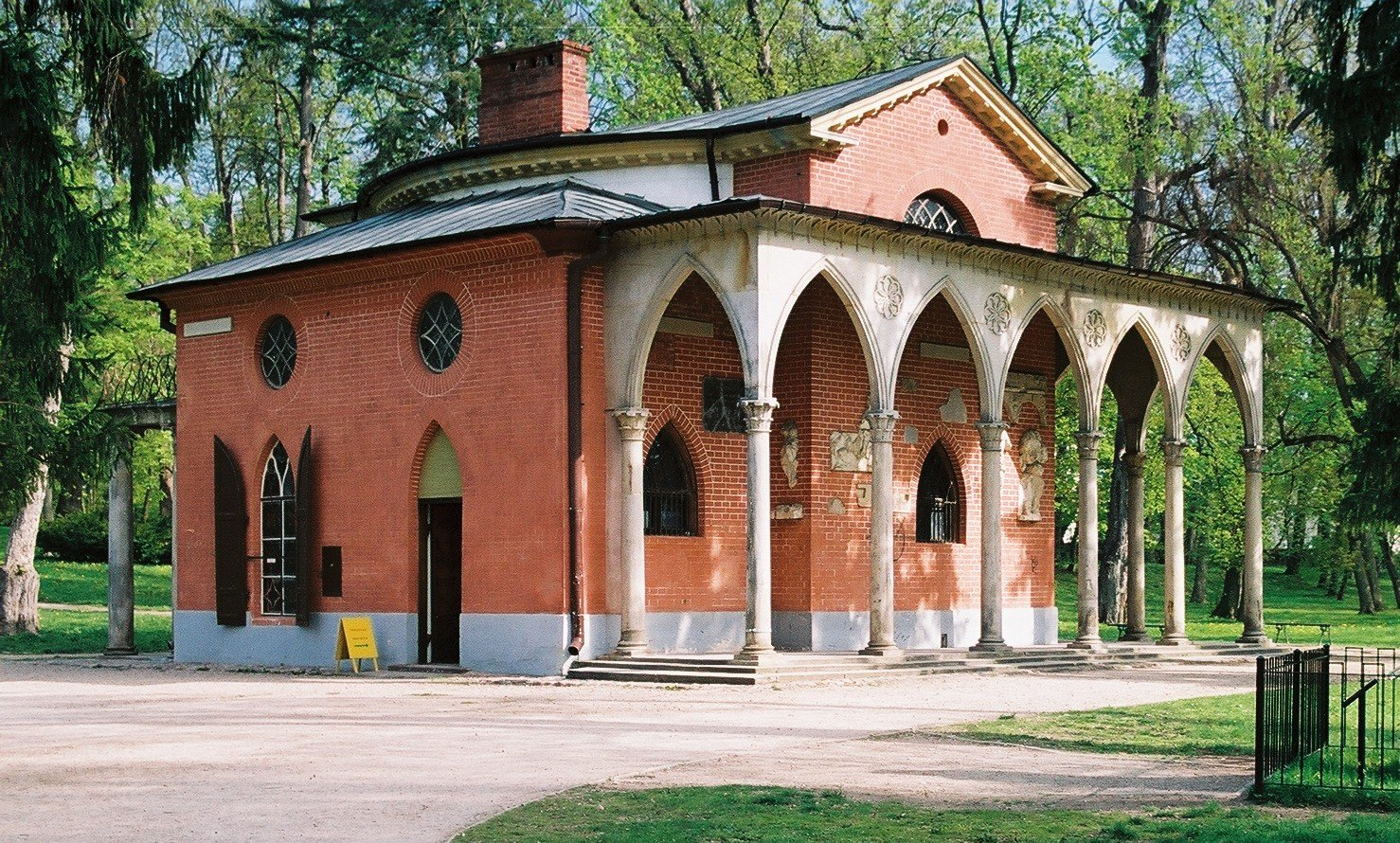
Dom Gotycki

Nhà gothic (tiếng Ba Lan: Dom Gotycki) hay Domek Gotycki ("Ngôi nhà nhỏ theo phong cách gothic") là một gian nhà vườn kiểu tân cổ điển nhỏ ở Pulawy, Ba Lan, tạo thành một phần của cung điện và công viên Pałac Czartoryskich.
Nó được xây dựng từ năm 1801 đến 1809 theo thiết kế của Chrystian Piotr Aigner trên nền móng của một nhà vườn Baroque đã bị quân đội Nga phá hủy năm 1794. Công trình của nó là một phần mới nhưng cũng được tái sử dụng một phần đá từ các tòa nhà và di tích lịch sử ở Ý, Tây Ban Nha và Ba Lan được thu thập bởi Izabela Czartoryska để xây dựng đài tưởng niệm bằng đá của bà. Nó được thiết kế để mở rộng không gian trưng bày trong Đền thờ Sibyl gần đó, trưng bày các vật phẩm ở bên ngoài cũng như bên trong.
Sau thất bại của cuộc nổi dậy tháng 11 năm 1831 và sự tịch thu của Nga đối với các bộ sưu tập nghệ thuật của gia đình Czartoryska, hầu hết các viên đá được gắn trong các bức tường đã bị người Nga gỡ bỏ hoặc đã phá hủy. Năm 1869, Dmitry Tolstoy, Bộ trưởng Bộ Giáo dục Nga, đã chỉ thị rằng tất cả các vật phẩm văn hóa của Ba Lan phải được trả lại.